# Clásica de Almería 1997
De Clásica de Almería 1997 werd verreden op zondag 2 maart over een afstand van 188 kilometer. De wedstrijd, met start in Puebla de Vícar en finish en in Vera, werd gewonnen door de Italiaan Massimo Strazzer. Het was de tiende editie van deze Spaanse wielerkoers. Titelhouder was de Belg Wilfried Nelissen. De wedstrijd werd gedomineerd door de 23-jarige Fransman Erwann Menthéour die bijna de gehele wedstrijd alleen op kop reed. Hij werd op twee kilometer van de eindstreep bijgehaald door het peloton na een maximale voorsprong van elf minuten.

## Uitslag
| Clásica de Almería 1997 |                   |                    |          |
| Plaats                  | Naam              | Ploeg              | Tijd     |
| Winnaar                 | Massimo Strazzer  | Roslotto-ZG Mobili | 4u43'51" |
| 2                       | Max van Heeswijk  | Rabobank           | z.t.     |
| 3                       | Ján Svorada       | Mapei-GB           | z.t.     |
| 4                       | Sergej Smetanine  | Estepona en Marcha | z.t.     |
| 5                       | Jeremy Hunt       | Banesto            | z.t      |
| 6                       | Federico Colonna  | Asics              | z.t.     |
| 7                       | Marco Artunghi    | Mercatone Uno      | z.t.     |
| 8                       | Maurizio Molinari | Asics              | z.t.     |
| 9                       | Mario Chiesa      | Asics              | z.t.     |
| 10                      | Josi Javier Gómez | Kelme              | z.t.     |
|                         |                   |                    |          |
| 13                      | Fabien De Waele   | Lotto-Mobistar     | z.t.     |

Mannen: 1988 · 1989 · 1990 · 1991 · 1992 · 1993 · 1994 · 1995 · 1996 · 1997 · 1998 · 1999 · 2000 · 2001 · 2002 · 2003 · 2004 · 2005 · 2006 · 2007 · 2008 · 2009 · 2010 · 2011 · 2012 · 2013 · 2014 · 2015 · 2016 · 2017 · 2018 · 2019 · 2020 · 2021 · 2022 · 2023 · 2024 · 2025
Vrouwen: 2023 · 2024 · 2025